# TrueCombat: Elite
TrueCombat: Elite (TC:E lub TC:Elite) – modyfikacja gry Wolfenstein: Enemy Territory stworzona przez Team Terminator i GrooveSix Studios. Jest to całkowita przeróbka, która zmienia czas i miejsce akcji oraz ukierunkowana jest na elementy taktyczne i realizm. Dostępna jest za darmo, na platformach Windows, Linux i MacOS X. Najnowsza wydana wersja to 0.49b.

## Opis gry
TC:E przenosi rozgrywkę w czasy współczesne. Gracz staje po stronie oddziałów specjalnych (Specops) lub terrorystów. Rozgrywka toczy się ma małych mapach, głównie w stylu miejskim.

### Realizm
W grze nie ma typowego celownika pośrodku ekranu, dostępne są natomiast celowniki strzeleckie zamontowane na broni.

### Tryby gry
Rozgrywka toczyć może się w trzech dostępnych trybach gry:
- Objective (Obj) – podkładanie bomby
- Bodycount (BC) – odpowiednik Team Deathmatch
- Capture the Flag (CTF, R-Obj)

### Klasy
W obu drużynach dostępne są trzy klasy postaci:
- Assault – Klasa szturmowa, ciężej uzbrojona i wolniej się poruszająca.
- Recon – Klasa zwiadu, z dostępem głównie do pistoletów maszynowych. W trybie Objective gracz może wybrać dodatkowo szybsze rozbrajanie/podkładanie bomby.
- Sniper – Strzelec wyborowy, wolno się porusza.

### Uzbrojenie
| Specops | Terroryści |
| --- | --- |
| Karabiny - Colt M16A2 5,56 x 45 mm - Colt M4A1 5,56 x 45 mm - Colt M4A1 SOPMOD 5,56 x 45 mm Karabiny snajperskie - HK PSG-1 7,62 x 51 mm NATO (.308 Winchester) - Blaser 93 Tactical .338 Lapua - Colt SPR 5,56 x 45 mm Pistolety maszynowe - HK MP5/40 .40 S&W - HK MP5SD 9 mm Parabellum - HK UMP .45 ACP Strzelby - Mossberg M590 Compact 12 gauge - Benelli M3 Super 90 12 gauge Granaty - XM84 – granat hukowo-błyskowy - M83 – granat dymny - MK3A2 – granat zaczepny Pistolety - Beretta 92F 9 mm - Magnum Research Desert Eagle .50 AE | Karabiny - AK-47 7,62 x 39 mm wz. 43 - AK-74 Spetsnaz 5,45 x 39 mm - SIG 552 5,56 x 45 mm Karabinki snajperskie - M76 7,92 x 57 mm Mauser - SIG 550 5,56 x 45 mm - Remington SR-8 .338 Lapua Pistolety maszynowe - Mac 10 .45 ACP - MAC 10 SD .45 ACP - AKS-74U 5,45 x 39 mm - AKS-74U SD 5,45 x 39 mm Strzelby - Mossberg M590 Compact 12 gauge - SPAS 12 12 gauge Granaty - XM84 – granat hukowo-błyskowy - M83 – granat dymny - MK3A2 – granat zaczepny Pistolety - GLOCK 17 9 mm - Magnum Research Desert Eagle .50 AE |